# Gina Stile
Gina Stile (ur. 19 stycznia 1965) – amerykańska gitarzystka, obecnie występująca z zespołem Vixen. W latach 80. XX wieku założyła grupę Poison Dollys. Po śmierci oryginalnej gitarzystki Vixen, Jan Kuehnemund, zastąpiła ją w 2014 roku.